# Prachtsittiche
Die Prachtsittiche (Polytelis) sind eine Gattung der Altweltpapageien. Sie kommen ausschließlich in Australien vor. Der Gattung werden insgesamt drei Arten zugeordnet. 

## Erscheinungsbild
Prachtsittiche sind mittelgroße Papageien, für die ein langer, stufiger Schwanz charakteristisch ist. Die Steuerfedern sind ohne Ausnahme schmal und laufen am Ende zugespitzt aus. Das innere Paar der Steuerfedern ist deutlich verlängert. Dieses Merkmal ist insbesondere beim Alexandrasittich auffällig. Die Flügel sind lang und laufen spitz zu. Bei allen drei Arten sind die äußersten Handschwingen sehr schmal. Ausgewachsene Männchen der Alexandrasittiche haben an der dritten Handschwinge eine verlängerte Spatelspitze. Dieses Merkmal fehlt bei den Weibchen und den noch nicht geschlechtsreifen Männchen. 
Beim Bergsittich und beim Schildsittich ist der Geschlechtsdimorphismus stärker ausgeprägt. Den Weibchen des Schildsittichs fehlt die gelbe Gesichtszeichnung. Beim Bergsittich ist die gelbe Kopf- und Körperunterseite des Männchens bei den Weibchen durch ein matteres Gelboliv ersetzt. Beim Alexandrasittich ist der Geschlechtsdimorphismus nicht ganz so stark ausgeprägt. Die Gefiederfärbung ist beim Weibchen lediglich insgesamt etwas matter. Der beim Männchen bläuliche Scheitel ist beim Weibchen eher grau bis mauve-grau.

## Verbreitungsgebiet und Lebensraum
Der Schildsittich hat das kleinste Verbreitungsgebiet der zu den Prachtsittichen gehörenden Arten. Er kommt nur im Landesinneren des südöstlichen Australiens vor. Sein Verbreitungsgebiet erstreckt sich vom mittleren New South Wales bis zum äußersten Norden des australischen Bundesstaates Victoria. Sein Vorkommen ist an flussnahe Wälder und mit Eukalyptusbäumen bestandene Baumsavannen in Schwemmland gebunden. Der Bergsittich kommt in zwei disjunkten Verbreitungsgebieten im Südwesten Australiens sowie im Landesinneren von Südost-Australien vor. Die zwei Populationen sind seit Beginn der letzten trockenen Eiszeit vor etwa 25.000 Jahren voneinander getrennt. Zwischen den beiden Verbreitungsgebieten erstreckt sich eine Region, die für die Art zur Besiedelung ungeeignet ist. Das größte Verbreitungsgebiet weist der Alexandrasittich auf, der das Landesinnere von Zentral- und Westaustralien besiedelt. Die genauen Verbreitungsgrenzen sind bislang nicht bestimmt. Der Alexandrasittich, der auch Princess-of-Wales-Sittich genannt wird, besiedelt jedoch sehr aride Lebensräume und hält sich in Strauchsavannen mit sehr geringem Baumbewuchs auf. Entlang der Canning Stock Route scheint er Standvogel zu sein, jedoch ist er im größten Teil seines Verbreitungsgebietes ein sehr nomadisch lebender Vogel, der in Regionen plötzlich wieder auftaucht, in denen er über mehrere Jahrzehnte nicht mehr gesehen wurde.

## Fortpflanzung
Alle drei Arten sind Höhlenbrüter, die bevorzugt in solchen Bäumen brüten, die sich in der Nähe von Wasserstellen befinden. Die Brutzeit ist verhältnismäßig kurz und beträgt 20 bis 22 Tage. Es brütet allein das Weibchen. 

## Arten
- Alexandrasittich (Polytelis alexandrae)
- Bergsittich (Polytelis anthopeplus)
- Schildsittich (Polytelis swainsonii)

## Belege